# Utrikesdepartementet
Utrikesdepartementet (UD) är ett departement inom Regeringskansliet med adress Arvfurstens palats vid Gustav Adolfs torg i Stockholm. Utrikesdepartementet ansvarar tillsammans med Utrikesrepresentationen för hanteringen av Sveriges förbindelser med andra länder. Beslut som gäller Sveriges utrikespolitik förbereds och samordnas. Det gäller såväl politiska frågor som till exempel handelsfrågor.  
På Utrikesdepartementet sammanställs information om förhållanden som har betydelse för Sveriges utrikespolitik. På departementet formuleras också de handlingsalternativ som ligger till grund för regeringens ställningstaganden i utrikespolitiska frågor. Till utrikesförvaltningens uppgifter hör dessutom att ta tillvara enskilda svenska medborgares och organisationers intressen utomlands.

## Historik
Utrikesdepartementet tillkom 1791, när Gustav III inrättade Konungens kabinett för den utrikes brevväxlingen. Då skapades i praktiken den organisation som 1840 formellt fick namnet Utrikesdepartementet.
Det är möjligt att tala om en utrikesförvaltning till funktionen så snart vi kan skönja en svensk central statsförvaltning, och det kan vi från slutet av 1200-talet. Under Gustav Vasa utvecklades kansliet till att bli det organ som hanterade och expedierade regeringsärenden. Med Gustav II Adolfs reformer på 1620-talet genomfördes en specialisering inom kansliet så att utrikesärenden fördelades på sekreterare allt efter land.
Chef för kansliet var rikskanslern. Han kan på sätt och vis betecknas som utrikesminister. Mer kända innehavare av denna tjänst är Axel Oxenstierna och Magnus Gabriel De la Gardie. Titeln ändrades under Karl XI:s tid till kanslipresident. 
Under frihetstiden var kansliet indelat i olika expeditioner, bland annat en utrikesexpedition. Dessa kan ses som föregångare till departementen. Chef för respektive expedition var en statssekreterare. Kanslipresidenten var chef för kansliet. Under frihetstiden stärktes hans makt ytterligare. En av de kända innehavarna av posten var Arvid Horn.

### Kabinettet
Gustav III genomförde omfattande förändringar av den centrala utrikesförvaltningen. Kungen övertog själv ledningen av utrikespolitiken och kom i praktiken att fungera som sin egen utrikesminister. De utrikes ärendena handlades inom kanslipresidentens kontor, vilket fick en allt mer självständig ställning direkt under kungen. Det var detta kontor som 1791 slutligen bröts ut ur kansliet och fick namnet Konungens kabinett för den utrikes brevväxlingen. Kabinettet ställdes under ledning av en kabinettssekreterare. Den förste kabinettssekreteraren av denna post hette Aron Isak Silfversparre.
Med 1809 års regeringsform förstärktes maktdelningsprincipen som hade börjat att införas med 1772 års regeringsform och Förenings- och säkerhetsakten från 1789. Kungen fick vid sin sida ett statsråd, vari bland annat ingick en utrikesstatsminister. Den förste var Lars von Engeström. Betecknande för den vikt kungen tillmätte utrikesfrågorna var att dessa föredrogs särskilt av utrikesministern med endast ett annat statsråd närvarande. Men också i detta nya samhällssystem behandlades utrikesärendena i kabinettet. Det bevarade i stort sett både organisation och verksamhetsform från den gustavianska tiden.

### Departementet
Departementalreformen 1840 innebar för Utrikesdepartementet i praktiken enbart att kabinettet bytte namn till Utrikesdepartementet. I huvudsak bevarade det sin gamla ställning och sin organisation. Den viktiga förändringen var att utrikesstatsministern blev chef för departementet. Kabinettssekreteraren blev högste tjänsteman. Med reformen 1876 ändrades statsrådet så att Sverige fick en statsminister och departementschefen på Utrikesdepartementet fick titeln minister för utrikes ärendena. Den förste som innehade detta nya ämbete var Carl Fredrik Hochschild.

### Utrikesdepartementet organiseras

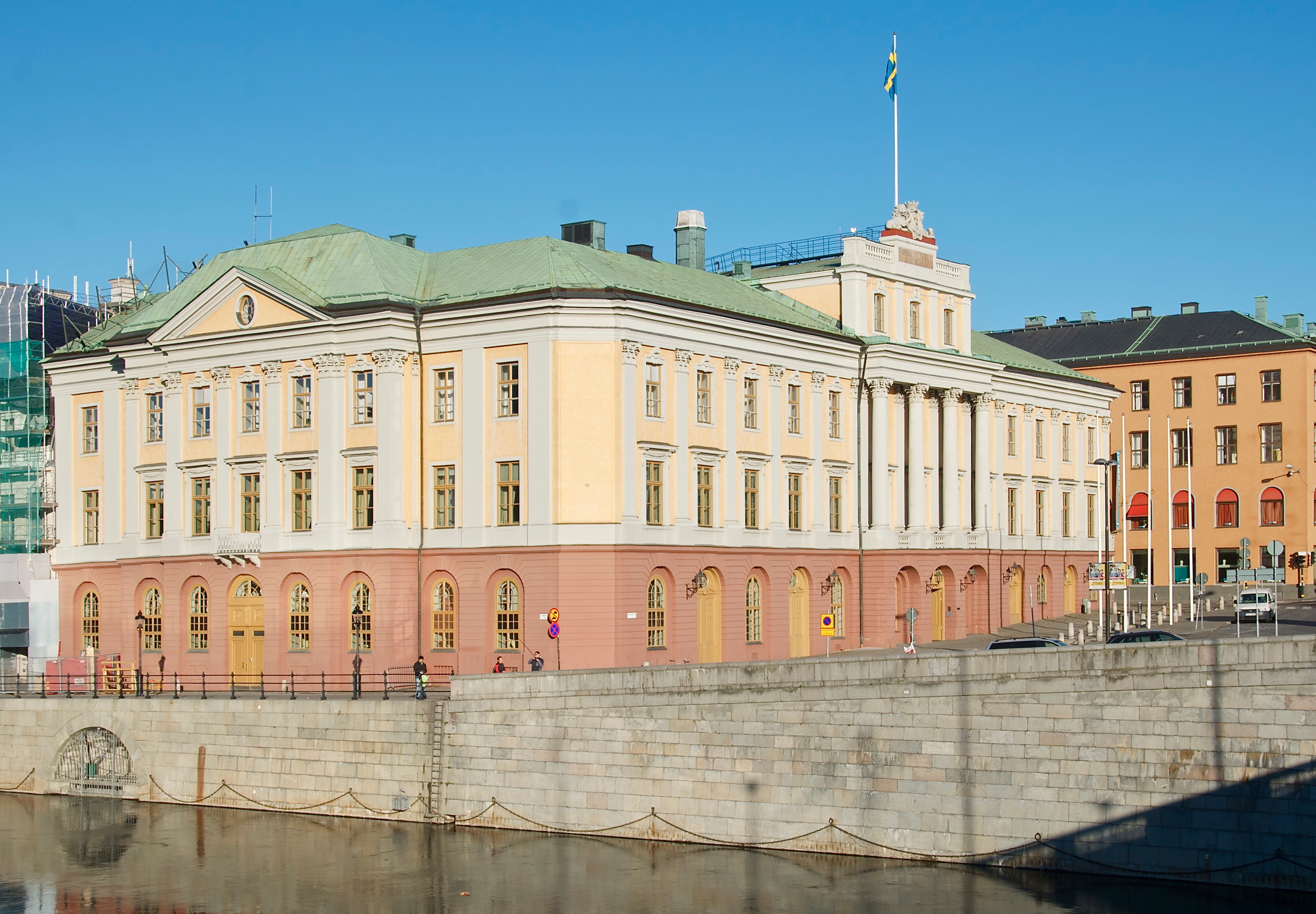
UD huserar sedan år 1906 i Arvfurstens palats vid Gustav Adolfs torg i Stockholm.

År 1858 delades Utrikesdepartementet funktionellt in i fyra avdelningar: politiska, handels-, konsulats- och kamerala avdelningarna. Efter upplösningen av unionen med Norge ändrades organisationen 1906, då departementet flyttade in i Arvfurstens palats, och den politiska avdelningen avskaffades under ett antal år som sträckte sig bland annat över första världskriget. Detta försvårade en redan i och för sig besvärlig situation som kriget framkallat och erfarenheterna togs tillvara i nya organisationsförändringar 1919 och 1928. Det funktionella betraktelsesättet blev gällande i Sverige (medan i andra länder regional organisation, så kallade deskar, kunde förekomma) och departementet fick nu fyra avdelningar: politiska, rätts-, handels- och personalavdelningen.
Ett intressant tillskott från 1910-talet var pressbyrån, som markerade den vikt man började tillmäta relationerna till främst tidningar. Sin nuvarande utformning fick pressbyrån i stort sett 1938. Personalavdelningen omorganiserades 1963 och bytte namn till administrativa avdelningen. Samtidigt fick den en central förvaltningsfunktion för utlandsmyndigheterna. Den största förändringen under slutet av 1960-talet var handelsavdelningens sammankoppling med handelsdepartementet och biståndsavdelningens tillkomst 1970. I samband med Handelsdepartementets nedläggning 1982 skapades på nytt en utrikeshandelsavdelning.
Under 1996 genomgick Utrikesdepartementet sin största omorganisation sedan 1858. Då avskaffades den funktionella uppdelningen i en politisk avdelning, en biståndsavdelning och en handelsavdelning. I stället genomfördes en blandad så kallad desk- och funktionsorganisation. Nu finns särskilda geografiska enheter för Afrika söder om Sahara, Amerika, Asien och Oceanien, Mellanöstern och Nordafrika, Europeiska Unionen samt Östeuropa och Centralasien.
År 1997 lades alla departement samman till den sammanhållna myndigheten Regeringskansliet. Sammanslagningen har dock tagit lång tid att genomföra, och ännu 2007 agerade Utrikesdepartementet självständigt på många sätt vis-à-vis övriga departement[källa behövs].
Utrikesdepartementet är Regeringskansliets största departement med cirka 1 500 anställda, omkring tjugo procent av Regeringskansliets personal.

### Kvinnor i UD
Diplomatyrket är ett traditionellt mansdominerat yrke och anställningen av tjänstemän var under en lång tid bestående av enbart män. Den 12 juli 1948 antog Utrikesdepartementet sin första kvinnliga attaché. Debutanten blev juristen Barbro Beer (född Selldén), född i Göteborg och uppväxt i Örebro.
Året innan Beer antogs som attaché ansökte en socialdemokratisk kvinnlig politiker med goda kvalifikationer, men nekades. Motståndet till kvinnliga diplomater förklarades i många år med kvinnornas inkompetens att hantera berusade sjömän, framträda i uniform och slutligen inte kunna motstå de utländska männens charm, vilket i sin tur var en fara för statshemligheterna. Nästan tio år senare fick UD sin första kvinnliga ambassadör i Alva Myrdal, som i många år kämpat för en jämställd arbetsmarknad. 1957 beskrev Barbro Beer det omtalade motståndet som "knäckt".
I de intervjuer som hölls med Barbro Beer ställdes det frågor om äktenskap och skapandet av en familj. I de tidskrifter som publicerades motiverades denna typ av frågor med normerna för det svenska hemmet, där diplomatmannens fru förväntades följa på utlandsresor och ambassadörsarbeten, så att diplomaten kunde arbeta medan kvinnan tog hand om barnen. Tanken på en kvinnlig diplomat var därmed normbrytande och för många otänkbart eftersom det skulle försvåra möjligheterna till ett familjeliv. I en intervju med Dagens Nyheter 1948 löd majoriteten av frågorna om detta, istället för om hennes arbete.
1976 skrevs SFS:s jämställdhetsförordning. Arbetet skulle inrikta sig på att skapa en mer jämställd arbetsmarknad. Utrikesdepartementet granskades noggrant, många menade att de var värst i frågan. 28 år efter det att den första kvinnan blivit antagen hade endast två tillkommit. Detta skulle aktivt motverkas och expeditionschefen Dag Malm uttalade sig om att en kvinna kunde få förtur till vissa poster även om hon har något mindre kompetens än en manlig sökande. “För att bryta männens dominans på vissa poster kan man föredra en kvinna även om hon ligger något under den manliga sökanden i kompetens.” -Dag Malm i intervju med UD-kuriren.
Jämställdhetsarbetet som påbörjades av UD 1976 började med en enkät som skickades ut till de arbetande. Ett av svaren på enkäten löd “Behandlas man som dum så blir man det.” UD:s nya jämställdhetsgrupp påbörjade sitt arbete för att aktivt föra in fler kvinnor i attaché-yrket samt befordra fler kvinnor. Ett annat fokus låg i att anställa fler män i traditionellt kvinnodominerade yrken som biträdande.
Fram mot 2000-talet blev UD fyllt av fler kvinnor och 2014 lanserades Sveriges feministiska utrikespolitik, den första av sitt slag. Utrikesdepartementet utgav i samband med detta Handbok Sveriges feministiska politik. I en undersökning 2017 var den procentuella könsfördelningen i de styrelser där den svenska staten utser ledamöterna 52% kvinnor och 48% män.

### Utlandsrepresentationen växer fram
När Sverige etablerade sig som en europeisk stormakt från början av 1600-talet uppkom alltmer behovet av en diplomatisk representation i utlandet. Det skedde vanligen genom speciella uppdrag till exempel i samband med freds- och förbundsförhandlingar. Men så småningom växte det också fram fasta beskickningar. Den första var ambassaden i Haag som tillkom redan 1614. Sveriges äldsta utlandsstation är dock generalkonsulatet i Hamburg, som leder tillbaka till 1570-talet, då man svarade för Sveriges postförbindelser med kontinenten. På den tiden var det vanligt att man också utnyttjade andra länders representanter som företrädare. Den mest kände är den holländske rättslärde Hugo Grotius, som på 1630- och 1640-talen företrädde Sverige i Paris.
Under frihetstiden och gustavianska tiden fick utlandsrepresentationen allt fastare former. Man närmade sig mer och mer en verklig diplomatisk karriär. Alltjämt uppfattades dock de diplomatiska tjänsterna som tillfälliga uppdrag. Om en diplomat hemkallades och inte hade någon ordinarie tjänst hemma, fick han så kallat rappelltraktamente.
En fast reglerad diplomatisk karriär och kontinuerlig representation på beskickningar utomlands blev det först under 1800-talet. Ett ökat internationellt utbyte tillsammans med det faktum att beskickningarna fick nya arbetsuppgifter gjorde det nödvändigt att bygga ut och förstärka den diplomatiska representationen.
Utlandsmyndigheterna är hybrider inom statsförvaltningen. Dessa är delvis självständiga myndigheter, då till exempel pass och annat utfärdas i myndighetens namn på delegation från Regeringskansliet, emedan utrikesmyndigheterna inte får föra Sveriges talan utan konsultation med departementet. En diskussion förs huruvida detta skall bestå eller om en uppdelning av departementet i en departementsdel och en verksdel skall komma till stånd.

#### Bilder

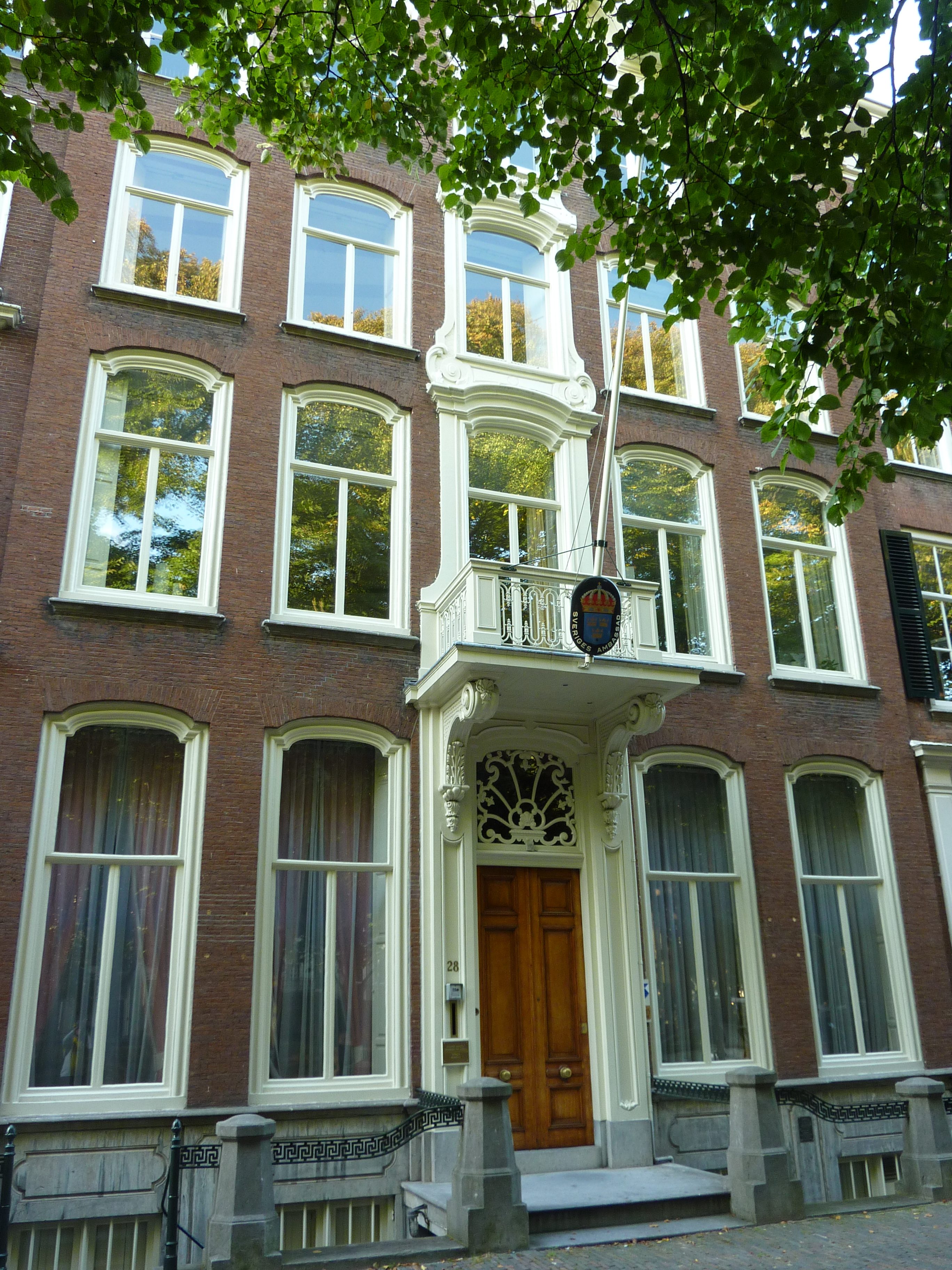
Sverige har haft en ambassad i Haag sedan 1614 och på nuvarande adress – Lange Voorhout 28 – sedan 1929.
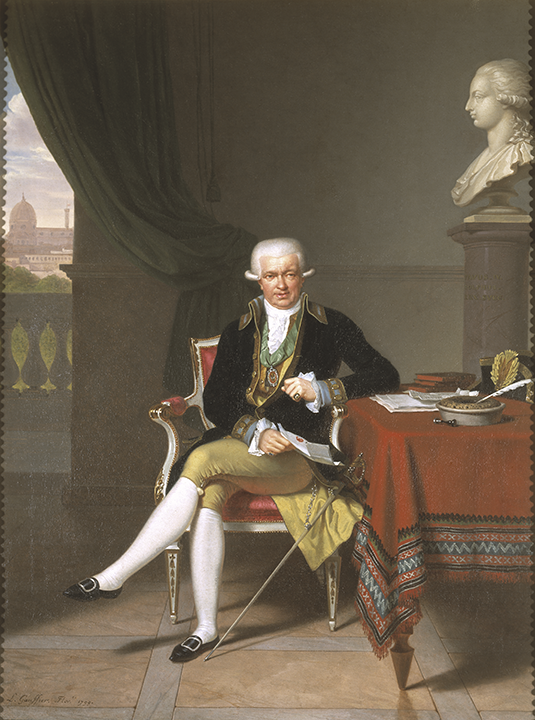
Johan Claes Lagersvärd iklädd svensk diplomatisk uniform såsom minister vid de Italienska hoven (1799).

### Bort från bara politik
Fram till 1800-talets mitt hade beskickningarna i huvudsak endast ägnat sig åt politik, det vill säga att förhandla om förbund och fred, att motarbeta motståndares intressen och att bedriva underrättelseverksamhet.
Vid mitten av 1800-talet införlivades det så kallade konsulatsväsendet i utrikesförvaltningen. Därmed följde i betydande utsträckning handelspolitiska och kommersiella ärenden, som förut hade handlagts av Kommerskollegium och konsulaten. Svenskarnas allt tätare resor och bosättning utomlands återspeglas också i ett ökat antal juridiska ärenden. Under 1900-talet har uppgiften att sprida information om Sverige och svenska förhållanden till en allt bredare utlandspublik fått stadigt ökad betydelse.
Sveriges biståndspolitik byggdes ut från början av 1960-talet. Från början var biståndskontoren en helt självständiga utlandsmyndigheter. Därefter har de steg för steg integrerats i ambassaderna.
Sveriges utlandsrepresentation var länge koncentrerad till Europa. Washington tillkom vid 1800-talets början, den i Tokyo ett sekel senare. Utbyggnaden av representationsnätet i transoceana länder började först efter andra världskriget.

## Statsråd

### Utrikesminister
Utrikesministern, som är statsråd och departementschef på Utrikesdepartementet, har historiskt haft olika ämbetstitlar:
- 1809–1876: Statsminister för utrikes ärendena
- 1876–1974: Minister för utrikes ärendena
- 1975– : Statsråd och chef för Utrikesdepartement

### Övriga statsråd på Utrikesdepartementet
| Namn | Namn                | Bild | Födelse                            | Tillträde         | Frånträde         | Död                                       | Parti  | Titel | Regering                       | Källor |
| ---- | ------------------- | ---- | ---------------------------------- | ----------------- | ----------------- | ----------------------------------------- | ------ | --- | ------------------------------ | ------ |
|      | Dag Hammarskjöld    |      | 29 juni 1905 i Jönköping           | 6 februari 1951   | 8 april 1953      | 18 september 1961 i Nordrhodesia (Zambia) | (opol) | Utrikeshandelsminister                                                                                        | Erlander I Erlander II         |        |
|      | Ulla Lindström      |      | 15 september 1909 i Stockholm      | 4 juni 1954       | 28 december 1966  | 10 juli 1999 i Stockholm                  | (S)    | Biståndsminister                                                                                              | Erlander II Erlander III       |        |
|      | Alva Myrdal         |      | 31 januari 1902 i Uppsala          | 28 december 1966  | 31 oktober 1973   | 1 februari 1986 i Danderyd                | (S)    | Nedrustningsminister                                                                                          | Erlander III Palme I           |        |
|      | Gertrud Sigurdsen   |      | 11 januari 1923 i Tunaberg         | 31 oktober 1973   | 8 oktober 1976    | 27 mars 2015                              | (S)    | Biståndsminister                                                                                              | Palme I                        |        |
|      | Ola Ullsten         |      | 23 juni 1931 i Umeå                | 8 oktober 1976    | 18 oktober 1978   | 28 maj 2018                               | (FP)   | Bistånds- och invandrarminister                                                                               | Fälldin I                      |        |
|      | Mats Hellström      |      | 12 januari 1942 i Stockholm        | 1 januari 1983    | 9 oktober 1986    |                                           | (S)    | Utrikeshandelsminister                                                                                        | Palme II Carlsson I            |        |
|      | Lena Hjelm-Wallén   |      | 14 januari 1943 i Sala             | 17 oktober 1985   | 4 oktober 1991    |                                           | (S)    | Biståndsminister                                                                                              | Palme II Carlsson I            |        |
|      | Anita Gradin        |      | 12 augusti 1933 i Hörnefors        | 10 oktober 1986   | 4 oktober 1991    |                                           | (S)    | Utrikeshandelsminister                                                                                        | Carlsson I Carlsson II         |        |
|      | Ulf Dinkelspiel     |      | 4 juli 1939 i Stockholm            | 4 oktober 1991    | 7 oktober 1994    |                                           | (M)    | Utrikeshandelsminister                                                                                        | Bildt                          |        |
|      | Alf Svensson        |      | 1 oktober 1938 i Tidan             | 4 oktober 1991    | 7 oktober 1994    |                                           | (KD)   | Biståndsminister                                                                                              | Bildt                          |        |
|      | Mats Hellström      |      | 12 januari 1942 i Stockholm        | 7 oktober 1994    | 22 mars 1996      |                                           | (S)    | Utrikeshandelsminister                                                                                        | Carlsson III                   |        |
|      | Pierre Schori       |      | 14 oktober 1938 i Norrköping       | 7 oktober 1994    | 12 juni 1999      |                                           | (S)    | Biståndsminister                                                                                              | Carlsson III Persson           |        |
|      | Leif Pagrotsky      |      | 20 oktober 1951 i Göteborg         | 7 oktober 1998    | 15 oktober 2002   |                                           | (S)    | Handelsminister                                                                                               | Persson                        |        |
|      | Maj-Inger Klingvall |      | 15 maj 1946 i Nyköping             | 14 september 1999 | 16 november 2001  |                                           | (S)    | Bistånds- och Migrationsminister                                                                              | Persson                        |        |
|      | Jan O. Karlsson     |      | 1 juni 1939 i Stockholm            | 7 januari 2002    | 4 oktober 2003    |                                           | (S)    | Bistånds- och Migrationsminister                                                                              | Persson                        |        |
|      | Barbro Holmberg     |      | 7 april 1952 i Stensele            | 10 oktober 2003   | 6 oktober 2006    |                                           | (S)    | Migrationsminister                                                                                            | Persson                        |        |
|      | Carin Jämtin        |      | 3 augusti 1964 i Stockholm         | 10 oktober 2003   | 6 oktober 2006    |                                           | (S)    | Biståndsminister                                                                                              | Persson                        |        |
|      | Gunilla Carlsson    |      | 11 maj 1963 i Höör                 | 6 oktober 2006    | 17 september 2013 |                                           | (M)    | Biståndsminister                                                                                              | Reinfeldt                      |        |
|      | Maria Borelius      |      | 6 juli 1960 i Täby                 | 6 oktober 2006    | 14 oktober 2006   |                                           | (M)    | Handelsminister                                                                                               | Reinfeldt                      |        |
|      | Sten Tolgfors       |      | 17 juli 1966 i Forshaga            | 24 oktober 2006   | 5 september 2007  |                                           | (M)    | Handelsminister                                                                                               | Reinfeldt                      |        |
|      | Ewa Björling        |      | 3 maj 1961 i Ekerö                 | 12 september 2007 | 3 oktober 2014    |                                           | (M)    | Handelsminister                                                                                               | Reinfeldt                      |        |
|      | Hillevi Engström    |      | 15 april 1963 i Sollentuna         | 17 september 2013 | 3 oktober 2014    |                                           | (M)    | Biståndsminister                                                                                              | Reinfeldt                      |        |
|      | Isabella Lövin      |      | 3 februari 1963 i Helsingborg      | 3 oktober 2014    | 21 januari 2019   |                                           | (MP)   | Biståndsminister (2014-2016) Minister för internationellt utvecklingssamarbete och klimat (2016-2019)         | Löfven I                       |        |
|      | Ann Linde           |      | 4 december 1961 i Helsingborg      | 25 maj 2016       | 10 september 2019 |                                           | (S)    | EU- och handelsminister (2016-2019) Utrikeshandelsminister och minister med ansvar för nordiska frågor (2019) | Löfven I Löfven II             |        |
|      | Peter Eriksson      |      | 3 augusti 1958 i Tranås            | 21 januari 2019   | 17 december 2020  |                                           | (MP)   | Minister för internationellt utvecklingssamarbete                                                             | Löfven II                      |        |
|      | Anna Hallberg       |      | 19 november 1963                   | 10 september 2019 | 18 oktober 2022   |                                           | (S)    | utrikeshandelsminister och minister med ansvar för nordiska frågor                                            | Löfven II Löfven III Andersson |        |
|      | Isabella Lövin      |      | 3 februari 1963 i Helsingborg      | 17 december 2020  | 5 februari 2021   |                                           | (MP)   | Minister för internationellt utvecklingssamarbete                                                             | Löfven II                      |        |
|      | Per Olsson Fridh    |      | 27 juni 1981 i Helsingborg         | 5 februari 2021   | 30 november 2021  |                                           | (MP)   | Minister för internationellt utvecklingssamarbete                                                             | Löfven II Löfven III           | [ 8 ]  |
|      | Matilda Ernkrans    |      | 12 mars 1973 i Hallsberg           | 30 november 2021  | 18 oktober 2022   |                                           | (S)    | Biståndsminister                                                                                              | Andersson                      | [ 9 ]  |
|      | Johan Forssell      |      | 8 december 1979 i Kista            | 18 oktober 2022   | 10 september 2024 |                                           | (M)    | Bistånds- och utrikeshandelsminister                                                                          | Kristersson                    |        |
|      | Benjamin Dousa      |      | 5 december 1992 i Kista församling | 10 september 2024 |                   |                                           | (M)    | Bistånds- och utrikeshandelsminister                                                                          | Kristersson                    |        |
| Namn | Namn                | Bild | Födelse                            | Tillträde         | Frånträde         | Död                                       | Parti  | Titel | Regering                       | Källor |

## Kabinettssekreterare och statssekreterare

### Kabinettssekreterare
Den högste chefstjänstemannen inom UD kallas för kabinettssekreterare, och motsvaras inom andra departement och hos andra ministrar av statssekreterare. Orsaken till den annorlunda titeln på UD är att då ’’Konungens kabinett för den utrikes brevväxling’’ inrättades så fick dess chef titeln kabinettssekreterare. Denna titel behölls även efter departementalreformen 1840.

### Statssekreterare på Utrikesdepartementet sedan 2006
För det fall andra ministrar är placerade på Utrikesdepartementet så har dessa som regel en egen statssekreterare.
- Joakim Stymne 2006–2011, åt biståndsminister Gunilla Carlsson.
- Hans Jeppson 2006–2007, åt handelsminister Maria Borelius och Sten Tolgfors.
- H.G. Wessberg 2007–2007, åt handelsminister Ewa Björling.
- Gunnar Wieslander 2007–2010, åt handelsminister Ewa Björling.
- Gunnar Oom 2010–2014, åt handelsminister Ewa Björling.
- Hanna Hellquist 2011–2013, åt biståndsminister Gunilla Carlsson.
- Tanja Rasmusson 2013–2014, åt biståndsminister Hillevi Engström.
- Ulrika Modéer 2014–2019, åt biståndsminister Isabella Lövin.
- Oscar Stenström 2016–2018, åt EU- och handelsminister Ann Linde.
- Eva Svedling 2016–2019, åt utvecklingssamarbetes- och klimatminister Isabella Lövin.
- Per Olsson Fridh 2019–2021, åt biståndsminister Peter Eriksson.
- Niklas Johansson 2019–2019, åt utrikeshandelsminister och minister med ansvar för nordiska frågor Ann Linde.
- Krister Nilsson 2019–2022, åt utrikeshandelsminister och minister med ansvar för nordiska frågor Anna Hallberg.[11]
- Janine Alm Ericson 2021, åt biståndsminister Per Olsson Fridh.[12]
- Jenny Ohlsson 2021–2022, åt biståndsminister Matilda Ernkrans.[13]
- Magnus Nilsson 2022, åt utrikesminister Ann Linde.[14]
- Diana Janse 2022–2024, åt bistånds- och utrikeshandelsminister Johan Forssell och från 2024 åt Benjamin Dousa.[15]
- Håkan Jevrell 2022–2024, åt bistånds- och utrikeshandelsminister Johan Forssell och från 2024 åt Benjamin Dousa.[15]

## Chefstjänstemän
Under den politiska ledningen leds arbetet av utrikesråden, expeditionschefen och rättschefen, de så kallade chefstjänstemännen. Antalet utrikesråd har varierat, idag finns ett för politiska frågor (under utrikesministern), ett för utvecklingsfrågor (under biståndsministern) och ett för utrikeshandelsfrågor (under utrikeshandelsministern).
Se lista över personer som tjänstgjort som utrikesråd

## Myndigheter
- Exportkreditnämnden (EKN)
- Folke Bernadotteakademin
- Inspektionen för strategiska produkter (ISP)
- Kommerskollegium
- Nordiska Afrikainstitutet
- Styrelsen för ackreditering och teknisk kontroll (SWEDAC)
- Styrelsen för internationellt utvecklingssamarbete (Sida)
- Svenska institutet (SI)

## Ansvarsområden
UD har följande ansvarsområden:
- Utrikes- och säkerhetspolitik
- Internationellt utvecklingssamarbete
- Handelspolitik
- Internationell rättshjälp och konsulära frågor
- Folkrätt och mänskliga rättigheter
- Handels- och Sverigefrämjande
- Information om Sverige i utlandet

## Diplomatprogrammet
Diplomatprogrammet är Utrikesdepartementets traineeprogram och förbereder blivande svenska diplomater för ett arbete i Stockholm och vid Sveriges utlandsmyndigheter.
Ansökan avser egentligen inte en utbildning utan en tjänst inom UD, som föregås av en utbildning. För att vara behörig att söka krävs en avslutad examen på 120 poäng/180 högskolepoäng som motsvarar tre års heltidstudier vid universitetet. Utöver det krävs språkkunskaper i svenska, engelska och ett tredje modernt språk (franska, tyska, spanska, arabiska, ryska eller  kinesiska). Ytterligare språkkunskaper är meriterande. Även utlandsvistelse i minst sex månader i samband med studier, praktik eller arbete är ett krav.
Ett hundratal sökande väljs ut till ett skriftligt kunskapsprov som inkluderar både rena kunskapsfrågor och analytiska essäfrågor. De som presterar väl blir uttagna till assessment centre, där man genomför ytterligare tester, och intervjuer. Därefter beslutas vilka som antas till programmet.
UD har kritiserats för sin subjektiva och slutna antagningsprocess. Kritiken syftar på att UD slussar igenom kandidater som redan är kända och därmed missgynnar andra sökande, att personer med befintliga kontakter på UD skulle ha lättare för att bli antagna.
Under läsåret 2006-2007 gick kronprinsessan Victoria UD:s diplomatprogram. Hovet ansåg att utbildningen skulle gå i linje med kronprinsessans framtida arbetsuppgifter och åtaganden. Till skillnad från övriga sökande behövde inte kronprinsessan gå igenom den formella antagningsprocessen. I stället utökades programmet med en extra plats för att inte missgynna någon sökande. Kronprinsessan fick till skillnad från de andra ingen lön under utbildningen. Kung Carl XVI Gustaf har gått en liknande utbildning.

## Byggnader
Utrikesdepartementet har sin verksamhet i Arvfurstens palats, vid Gustav Adolfs torg i Stockholm, nära Rosenbad och mitt emot Riksdagshuset respektive Operan. Departementet har 2017 lokaler även i kvarteren Brunkhuvudet, Johannes Större och Röda Bodarna.
Från början av 1790-talet var Utrikesministerhotellet på Blasieholmen tjänstebostad och representationsvåning för Sveriges utrikesstatsministrar. Dess siste hyresgäst var Östen Undén, till 1962.

## Fotogalleri

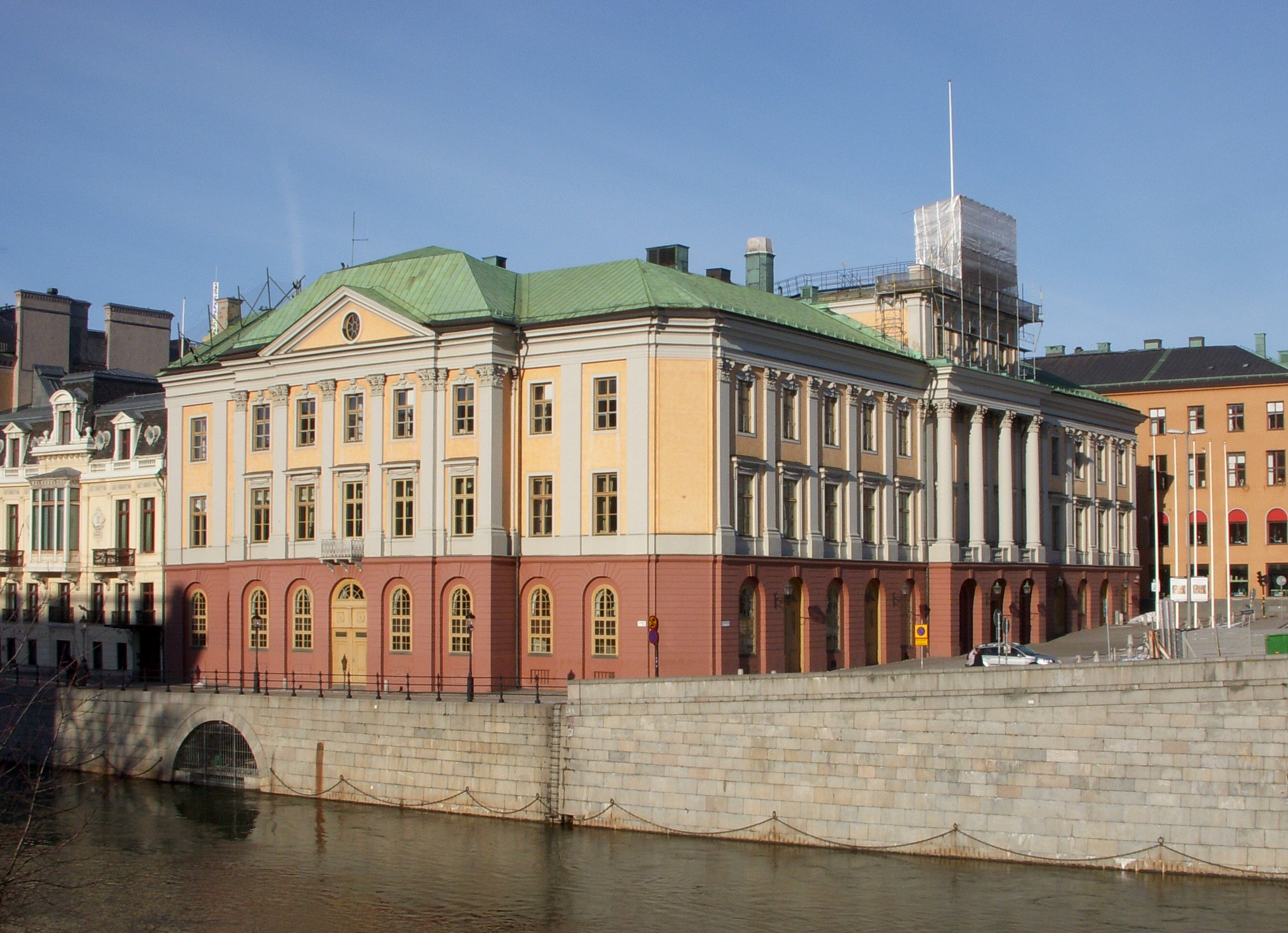
Arvfurstens palats vid Gustav Adolfs torg
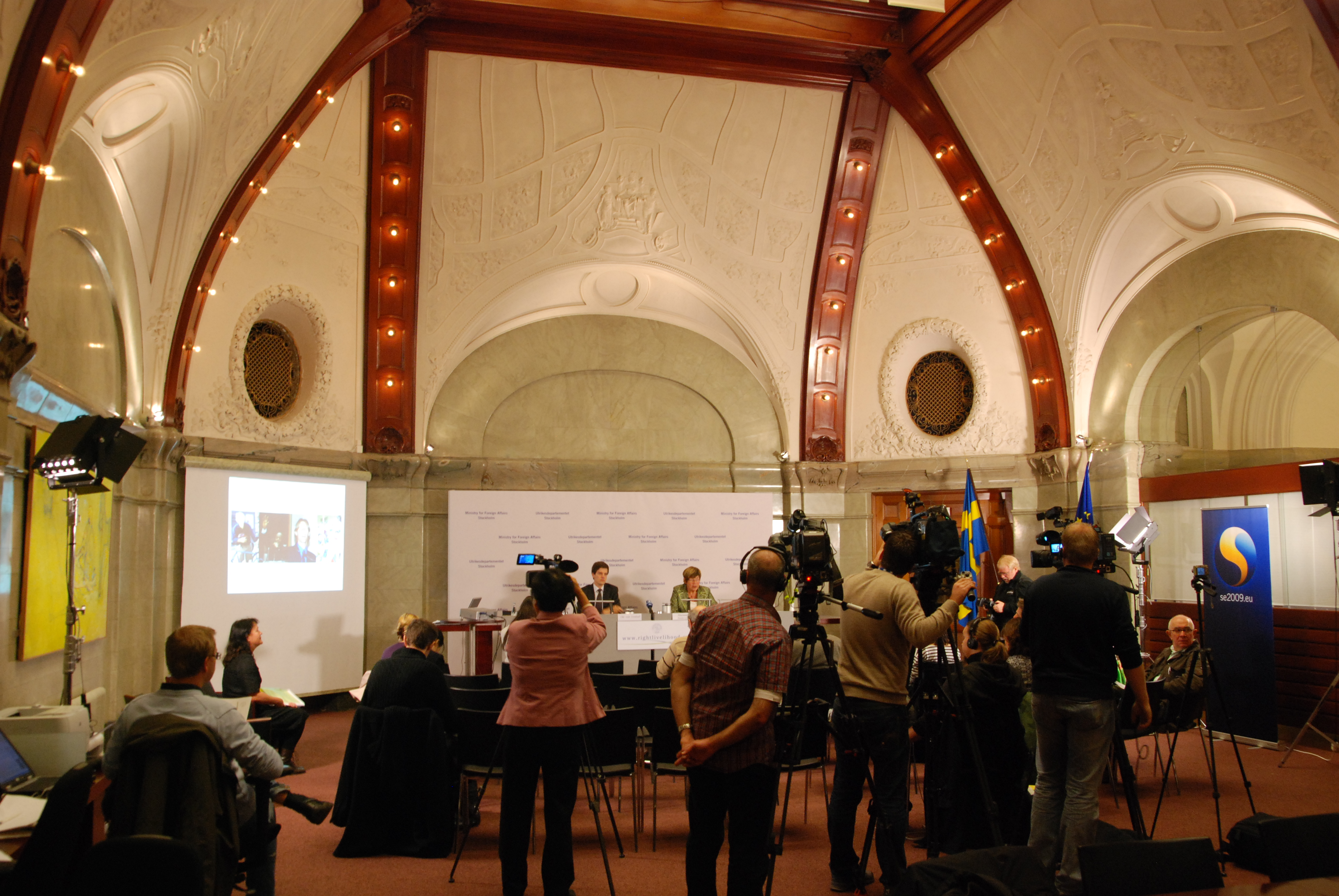
UD:s pressrum i förra Sundsvallsbanken
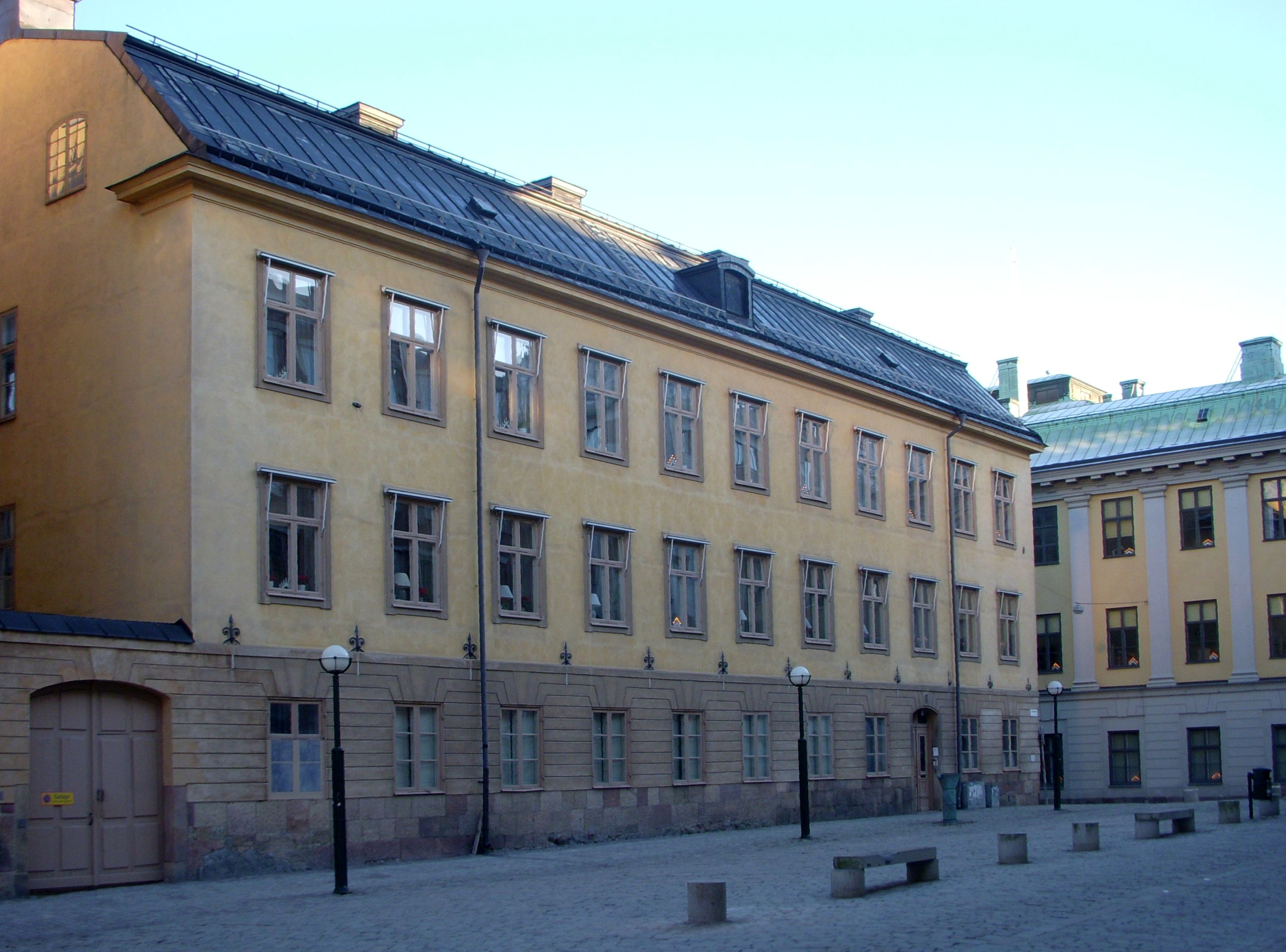
Utrikesministerhotellet på Blasieholmen
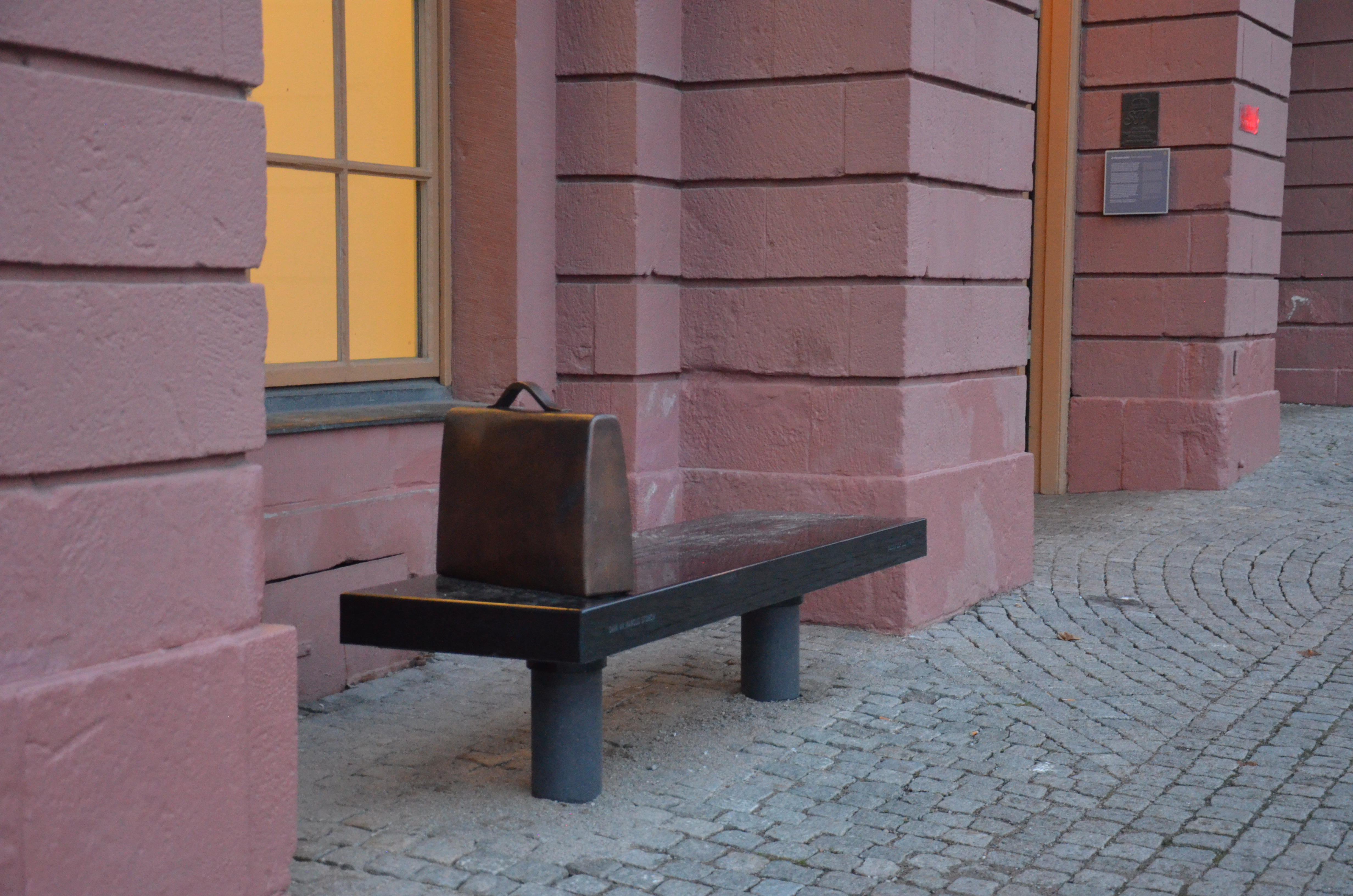
Ingången till Arvfurstens palats med Raoul Wallenbergs portfölj, skulptur av Ulla Kraitz